# دهستان نظام‌آباد
نظام‌آباد، دهستانی است از توابع بخش مرکزی شهرستان آزادشهر در استان گلستان ایران.

## جمعیت
براساس سرشماری سال ۱۳۸۵ جمعیت آن ۱۴۸۹۹ نفر (۳۴۴۲ خانوار) بوده است. 